# One Week
One Week（ワン・ウィーク）は、さくらももこと来生たかおのコラボレーション・アルバム。2017年11月8日発売。

## 解説
「ある女性の何気ない1週間」というストーリーの元で制作された全7曲が収録されている。全曲の作詞をさくらももこ、作曲を来生たかおが担当している。本作発売の3、4年ほど前よりさくらは、「1週間が7曲の歌になっていたら面白いだろう」と思い、歌詞を書き上げた。さくらは中学時代より来生のファンであり、「1曲でもいいから作曲してほしい」とオファーしたところ、全曲に曲をつけたことから本作のコラボレーションが実現した。
楽曲ごとに7名のゲストボーカルが参加している。
付属のDVDには全曲のショートバージョンを用いたアニメーション映像が収録されている。

## 収録曲
全曲 作詞：さくらももこ / 作曲：来生たかお
1. 月曜日の朝（4:05）
  - 歌唱：小谷美紗子
2. 火曜日の昼（5:45）
  - 歌唱：辛島美登里
3. 水曜日の夕方（3:37）
  - 歌唱：青葉市子

後に来生がライブでセルフカバーした。
4. 木曜日は雨（3:30）
  - 歌唱：柳原陽一郎

2021年に発売された柳原のアルバム『GOOD DAYS』には、ピアノによる弾き語りバージョンが収録された[6]。
5. 金曜日の夢 〜朝か夜かの物語〜（5:16）
  - 歌唱：中納良恵（EGO-WRAPPIN'）

後に来生がライブでセルフカバーした。
6. 土曜日の恋人（3:25）
  - 歌唱：太田裕美
7. 日曜日の昼下がり（4:32）
  - 歌唱：原田郁子

## 参加ミュージシャン
- 小田木隆明 - リズムプログラミング、ギター、ベース、キーボード、コーラス、サウンドアーキテクト
- 山崎教昌 - キーボード・ピアノ（＃2,3,4,5,6,7）
- 帆足彩 - 第1ヴァイオリン（＃2,3,5,6）
- 羽鳥健 - 第2ヴァイオリン（＃2,3,5,6）
- 柴貴子 - ヴィオラ（＃3,5）
- 岡崎健太郎 - チェロ（＃3,5）
- 織田祐亮 - トランペット（＃4）
- 藤田淳之介 - サクソフォーン（＃4）
- 湯浅佳代子 - トロンボーン（＃4）